# Poetica di Pier Paolo Pasolini
Alla base della poetica di Pier Paolo Pasolini vi è un modo nuovo di impostare il rapporto con la tradizione. L'autore infatti, per allontanarsi e differenziarsi da una poetica che presenta nel suo linguaggio elementi liricheggianti mutuati dall'ermetismo, utilizza strumenti stilistici prenovecenteschi che, per la loro vicinanza alla lingua quotidiana, possono essere usati per ridare carattere di razionalità al discorso poetico.

## La poetica
Sul n. 38-39, maggio-agosto 1959, della rivista Nuovi Argomenti nella inchiesta sul romanzo, Pasolini dichiara esplicitamente il suo concetto di poetica.
(Pier Paolo Pasolini da Inchiesta sul romanzo in Nuovi Argomenti 1959)
All'interno di un'unica ideologia della letteratura sono differenti le risposte che Pasolini dà riguardo alle esigenze tecniche poste dal romanzo e dalla poesia.
Le esigenze dello scrittore sono essenzialmente due. La prima è quella di recuperare al discorso poetico carattere di logicità, razionalità, storicità. La seconda esigenza è una poetica classicistica.
Nel recuperare gli strumenti prenovecenteschi, Pasolini dimostra la sua opposizione al neorealismo e al postermetismo. Egli vuole fare poesia basandosi sulla percezione ideologica della realtà. La sua poesia  è quella della polemica ideologica e personale, delle argomentazioni e delle perorazioni.

### La struttura del romanzo
I romanzi di Pasolini, pur essendo volutamente poveri dal punto di vista narrativo, vengono costruiti con un'attenta documentazione linguistica.
La voce narrante utilizza un italiano schematico e semplice, mentre i personaggi parlano in un romanesco tenuto ad un livello basso, proprio perché nell'intenzione dell'autore, il dialetto non viene usato in termini neorealistici per registrare la verità, ma per seguire esistenze difficili e disperate, momenti di vita tristi ma anche felici, gesti crudeli e violenti che sfociano in esiti molte volte tragici e patetici.

#### L'uso del dialetto nei romanzi
Pasolini sostiene che bisogna lasciar parlare le cose e per far questo bisogna usare, come nella poesia, la formula della regressione che, in questo caso, è l'utilizzo di un codice linguistico dialettale.
La lingua dei suoi romanzi principali e di "Alí dagli occhi azzurri" è disposta su tre livelli: la lingua dell'autore, la lingua contaminata tra dialetto e lingua, e il dialetto romanesco. Questa distinzione non è comunque così netta e i brani di lingua senza interferenze di gergo non sono frequenti.
Il dialetto romanesco è tuttavia un dialetto ridotto nel senso che, più che il vecchio dialetto romano, quello che emerge è il nuovo gergo delle borgate che contiene un misto di romanesco e di dialetti meridionali. Inoltre i vocaboli dialettali che usa nei suoi testi sono riduttivi nel senso che si riferiscono soprattutto al sesso, al denaro, ai gesti abituali dei ragazzi di vita.

#### L'agilità della narrazione
I ragazzi di vita sono sempre al centro della scena, rappresentati in rapido movimento così come si aprono, in modo rapido e movimentato, i capitoli e i paragrafi all'interno di essi.
La narrazione si presenta fluida e veloce, la sintassi è ridotta all'essenziale, i periodi sono brevi e il loro ordine è paratattico, con frequenti periodi composti da due sole proposizioni coordinate dove rara è la subordinazione. Contribuiscono alla semplificazione del linguaggio i tempi verbali utilizzati solamente con l'imperfetto nel caso della narrazione e dal passato remoto per i gesti e le azioni dei personaggi,

### La struttura del testo poetico
La struttura del testo viene definita nella stessa disposizione grafica, nella stessa adozione del tipo di componimento, come viene chiaramente definito ne Le ceneri di Gramsci, poemetto. Il fatto di adottare il poemetto è il segno della sua volontaria poetica della struttura.

#### L'enjambement
Come ha scritto Fortini nel 1960 in un suo articolo sul n.2 de Il menabò, la forma di componimento adottata da Pasolini ha apparentemente l'apparenza della comunicazione tipica del poemetto raziocinante, didascalico e filosofico che si riallaccia alla tradizione dell'Ottocento a partire da Hugo a Wordsworth, fino a Pascoli, con una predilezione per la tecnica del Pascoli dei Primi e dei Nuovi poemetti, con la differenza che, invece dell'uso tradizionale della terza rima che prevede la coincidenza della fine del periodo con la fine della strofa, Pasolini crea degli enjambement tra l'ultimo verso di una terzina e il primo di quella successiva, oppure degli enjambement tra verso e verso all'interno della stessa terzina.
Pasolini, nella maggior parte dei suoi versi, dimostra di non essere disponibile ad adeguarsi allo schema strofico predefinito e di voler creare degli effetti espressionistici forti spezzando i legami nome-attributo e verbo-complemento oggetto.

#### L'anastrofe e la prolessi
Anche per quanto riguarda la sintassi Pasolini rivela una doppia tensione. Essa è infatti ricca di nessi logici ma disposti attraverso inversioni e prolessi.

#### L'accentuazione
Il verso di Pasolini ha una forte accentuazione e soprattutto nei poemetti della raccolta Le ceneri di Gramsci, esso è differente dall'endecasillabo tipico e si caratterizza per il numero e la struttura degli accenti e non per la misura sillabica.
I tipi di versi sono normalmente due: il verso a tre accenti e il verso a quattro accenti, ma Pasolini predilige, a differenza dell'endecasillabo più maturo del Novecento, come quello di Montale che poggia su tre accenti, l'endecasillabo che poggia su quattro accenti. Questa preferenza si dimostra estrema nel poemetto Recit, dove Pasolini adotta il doppio settenario. L'uso invece che l'autore fa dell'ottonario e del novenario, come nel poemetto L'umile Italia, è più consono alla lirica pascoliana.

#### L'assonanza e la consonanza
Particolare è anche l'uso che Pasolini fa della rima, di solito rime imperfette formate da semplici assonanze e consonanze che creano un effetto particolare sul piano ritmico.

#### Il lessico
Uno degli aspetti della lingua poetica di Pasolini sul quale si è soffermato a lungo la critica è il lessico e in modo particolare sull'utilizzo degli aggettivi.
Pasolini infatti manifesta anche linguisticamente la sua partecipazione al sottoproletariato con un vocabolario emblematico.  Egli utilizza procedimenti di degradazione linguistica costante e il lessico viene selezionato attraverso l'analisi delle classi sociali che lo usano. L'aggettivo è lo strumento per indicare la condizione degradata dell'oggetto indicato dal sostantivo come impura aria, mortale pace, silenzio fradicio e infecondo, magra mano, umido giardino, magro cipresso, marcio frutteto, merdoso prato.
Spesso l'aggettivazione è abbondante fino ad accompagnare un nome anche con tre attributi.
Una delle figure retoriche che Pasolini utilizza maggiormente è la sineciosi, in cui egli afferma due contrari legati ad uno stesso oggetto, come in "chiara, perché pura e corrotta" o come in "meridione sporco e splendido"

### Temi e motivi

#### Il tema delle generazioni
Uno dei temi dell'opera pasoliniana è quello delle generazioni legato al rapporto padri-figli, dove i padri e i figli sono sempre visti in contrapposizione. Questo tema trova le sue radici nel rapporto difficile che Pasolini ebbe con il padre e nel rapporto privilegiato con la madre.

#### Il tema dell'amore per la madre
Il tema dell'amore per la madre ritorna con frequenza da "La meglio gioventù" e "L'Usignolo della Chiesa Cattolica", fino a "Poesia in forma di rosa".
La madre è vista come una fanciulla la cui bellezza assume anche i caratteri di un ragazzo.

#### Il tema di Roma
Roma, o meglio il rapporto con la città è un altro dei temi ricorrenti nella narrativa pasoliniana. Nel 1957 Paolini stesso dichiarerà, sulla rivista La Fiera Letteraria come il rapporto con la città fosse alla base della sua narrativa:
(Pier Paolo Pasolini in La Fiera Letteraria 1957)
Della città Pasolini privilegia la vita notturna delle prostitute, dei loro protettori e clienti, dei ragazzi di vita in quei luoghi non istituzionali come l'estrema periferia delle borgate.

Egli studia con attenzione filologica e amorosa la realtà periferica e lo rivela nella figura del narratore che è presente come personaggio in un dialogo-intervista con i ragazzi delle borgate della città.

## Il pensiero politico
(Che cos'è questo golpe?, Corriere della sera, 14 novembre 1974)
La sua indipendenza di pensiero portò Pasolini, negli anni, ad allontanarsi progressivamente dal Partito comunista italiano di cui faceva parte: unico tra gli intellettuali di matrice comunista, si dichiarò contrario al referendum sull'aborto e durante i moti studenteschi del 1968-69, quando gli studenti universitari manifestavano per le strade di Roma, in parte appoggiati da forze politiche di sinistra, Pasolini dichiarò di stare dalla parte degli agenti di polizia, sottoproletari mandati a combattere ragazzi della loro stessa età per un «povero salario» e per ragioni che essi stessi non comprendevano, mentre gli studenti pretendevano di sovvertire una società classista contro gli interessi della stessa classe cui appartenevano.
Per Pasolini, con la civiltà consumistica, il proletariato si omologherebbe alla borghesia, richiedendo una più paritaria distribuzione dei beni di consumo, in cambio della rinuncia alla lotta di classe e al rovesciamento dei rapporti di potere vigenti. La vera forza rivoluzionaria, secondo Pasolini, è il sottoproletariato, incarnato dagli emigrati dalle zone povere rurali del Mezzogiorno nelle città e qui rimasti emarginati dal processo d'industrializzazione. La stessa Chiesa cattolica ha finito col perdere il controllo politico e ideologico a lungo esercitato nelle zone agrarie, sostituita dall'influsso, laico e consumistico, esercitato dal mezzo mediatico dominante, la televisione.
La sua formazione culturale di provincia, e la successiva esperienza nella capitale, città di piccola borghesia, anche parassitaria e con componenti reazionarie, lo tennero sempre intimamente estraneo ai problemi sentiti, nelle città del Nord Italia, da un importante e combattivo ceto operaio: le sue simpatie andarono sempre agli emarginati delle borgate romane, con una sostanziale incomprensione di quale natura fosse lo scontro sociale allora in atto e quali forze lo combattessero realmente.